# Kraków Główny
Kraków Główny, pro odlišení od sousední nákladní stanice též Kraków Główny Osobowy, (dříve pojmenované německy Krakau Hauptbahnhof) je hlavní nádraží v Krakově, nachází se na jihu Polska, Malopolském vojvodství.

## Historie

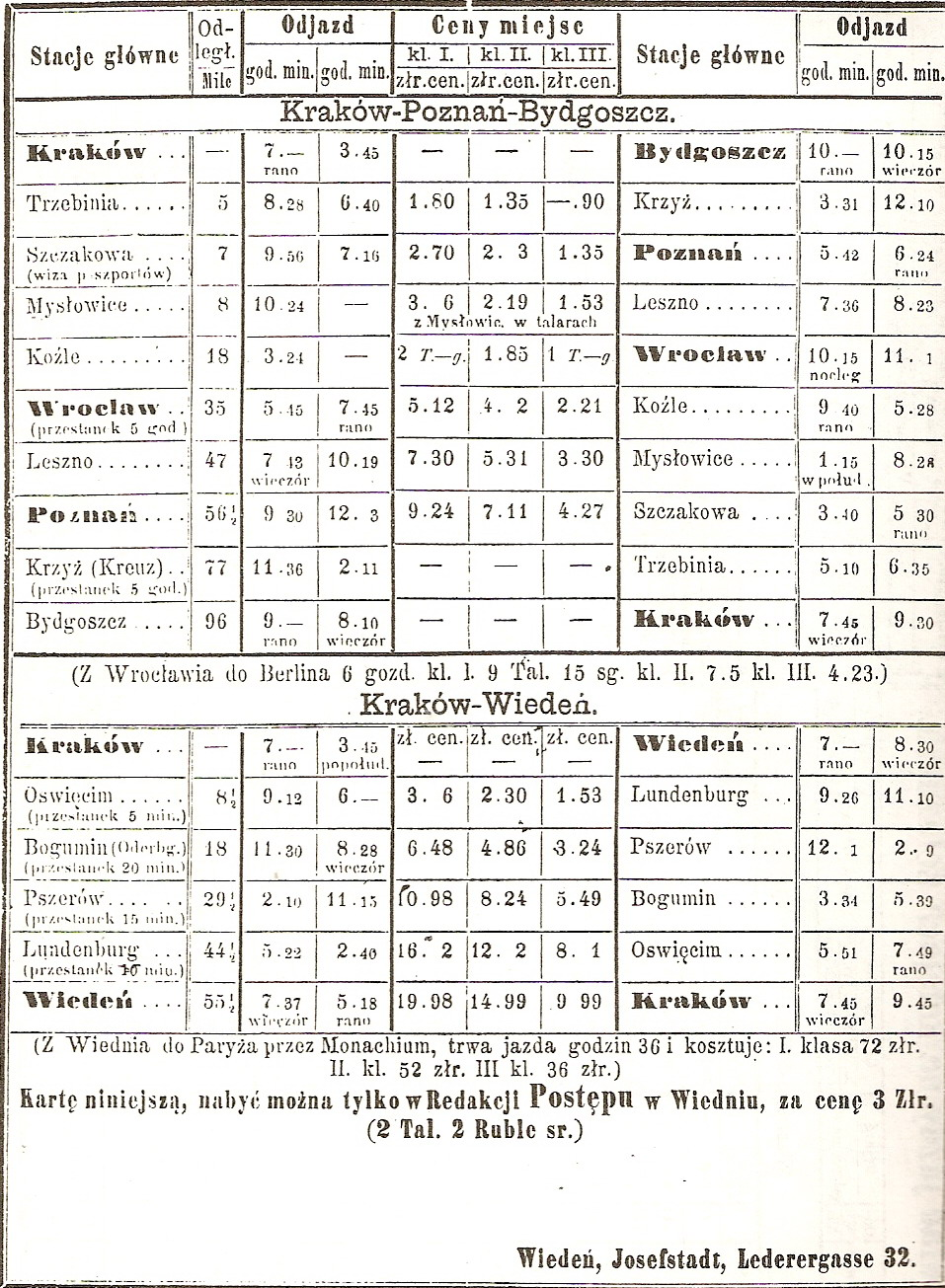
Jízdní řád z roku 1862

Původní nádraží v Krakově bylo postaveno v letech 1844-1847 v novogotickém návrhu architekta Petra Rosenbauma z Vratislavi, bylo konečnou železniční stanicí Krakovsko-hornoslezské dráhy. Otevřeno bylo dne 13. října 1847, prvním vlak odjel do Mysłovic.
Prodloužení železniční trati východním směrem v roce 1856 mělo za následek rozšíření železniční stanice v letech 1869-1893. Kupříkladu v letech 1892-1893 proběhla výstavba tunelu ze železobetonu pod nástupišti.
V období druhé Polské republiky následovaly další významné rekonstrukce ve 30. letech, související s výstavbou železniční trati do Kielců a Varšavy. To hrubě řečeno, této železniční stanici vydrželo pro několik příštích desetiletí.
V současné době je tato železniční stanice v závěrečné fázi rekonstrukce, bude patřit k nejmodernějším svého druhu v Polsku.

## Obecný přehled
Areál krakovského hlavního nádraží obsluhuje tramvaje (polsky Tramwaj), ale také krakovskou rychlou tramvaj (polsky Krakowski Szybki Tramwaj, zkráceně KST) na síti společnosti Miejskie Przedsiębiorstwo Komunikacyjne SA w Krakowie, která je současně dopravcem i provozovatelem dráhy. Jedná se o dráhu, vybudovanou z části pod povrchem. Úsek pod povrchem je dlouhý něco málo přes 1500 metrů, vedoucí ze stanice Rondo Mogilskie přes Dworzec Główny Tunel do stanice Politechnika.

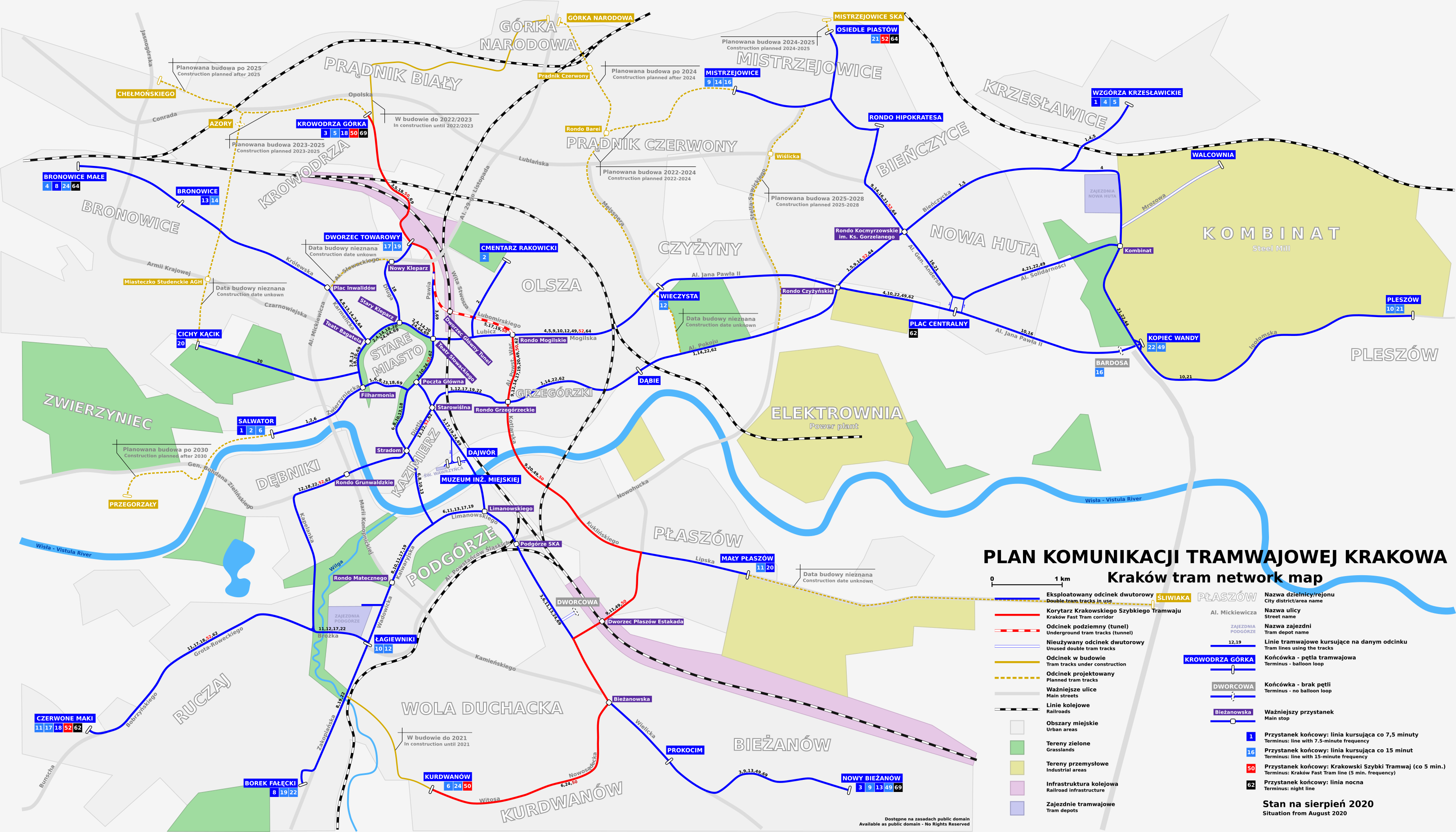
Schéma tramvajových tratí + KST

Ve vzdálenosti cca 100 metrů od nádraží, naleznete také autobusové nádraží (polsky Regionalny Dworzec Autobusowy w Krakowie).

## Železniční doprava
Krakovské hlavní nádraží obsluhují dálkové vnitrostátní i mezinárodní spoje jedoucí například do Prahy, Hamburku, Gdyně - (Gdynia Główna), Varšavy - (Warszawa Zachodnia, Warszawa Centralna, Warszawa Wschodnia), Poznaně - (Poznań Główny), ale i regionální spoje, kupříkladu Balice Express (polsky Balice Ekspres) spojující Kraków Główny se železniční zastávkou Kraków Balice, která se nachází cca 250 metrů od mezinárodního letiště Kraków-Balice.

## Galerie

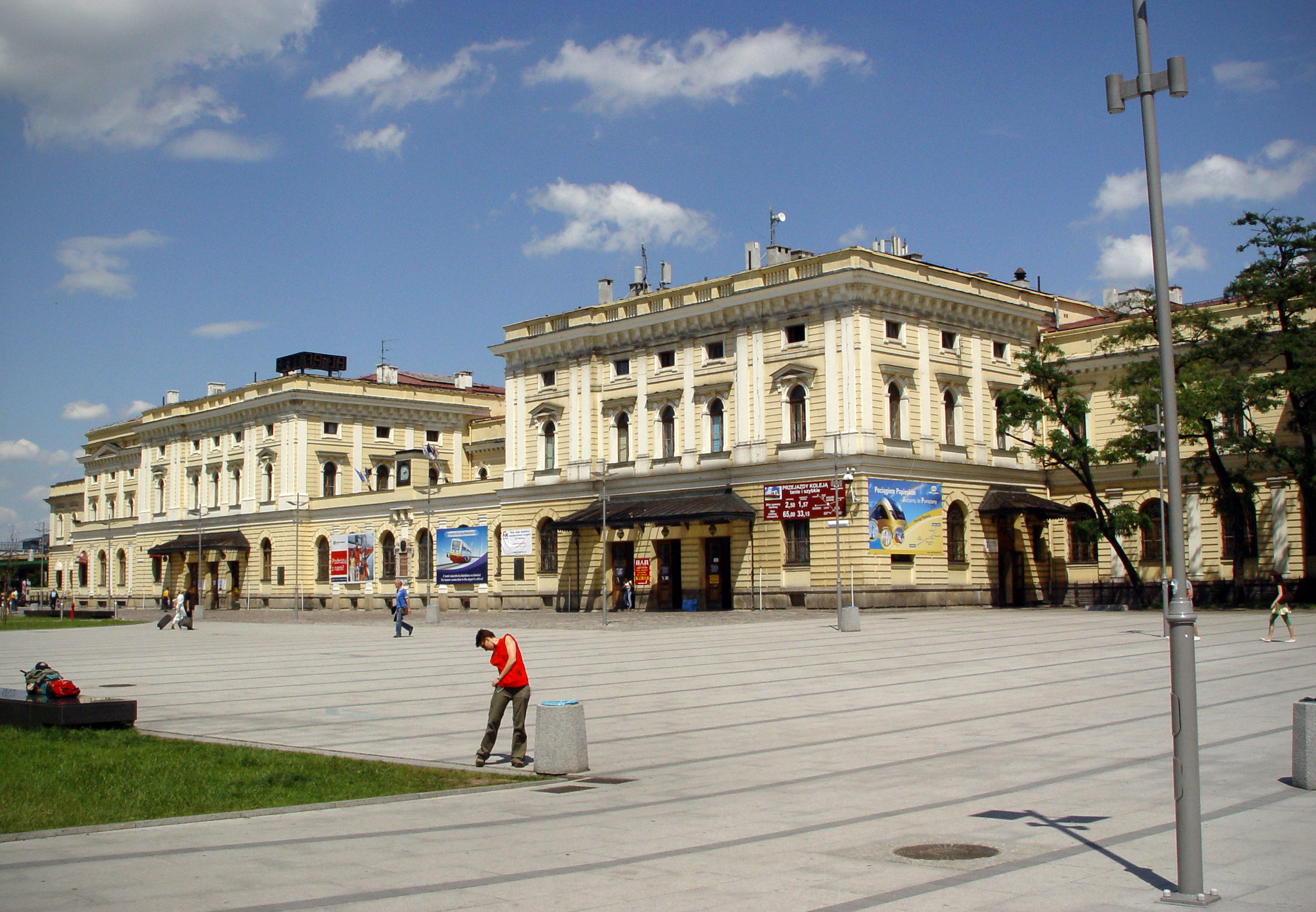
Staniční budova
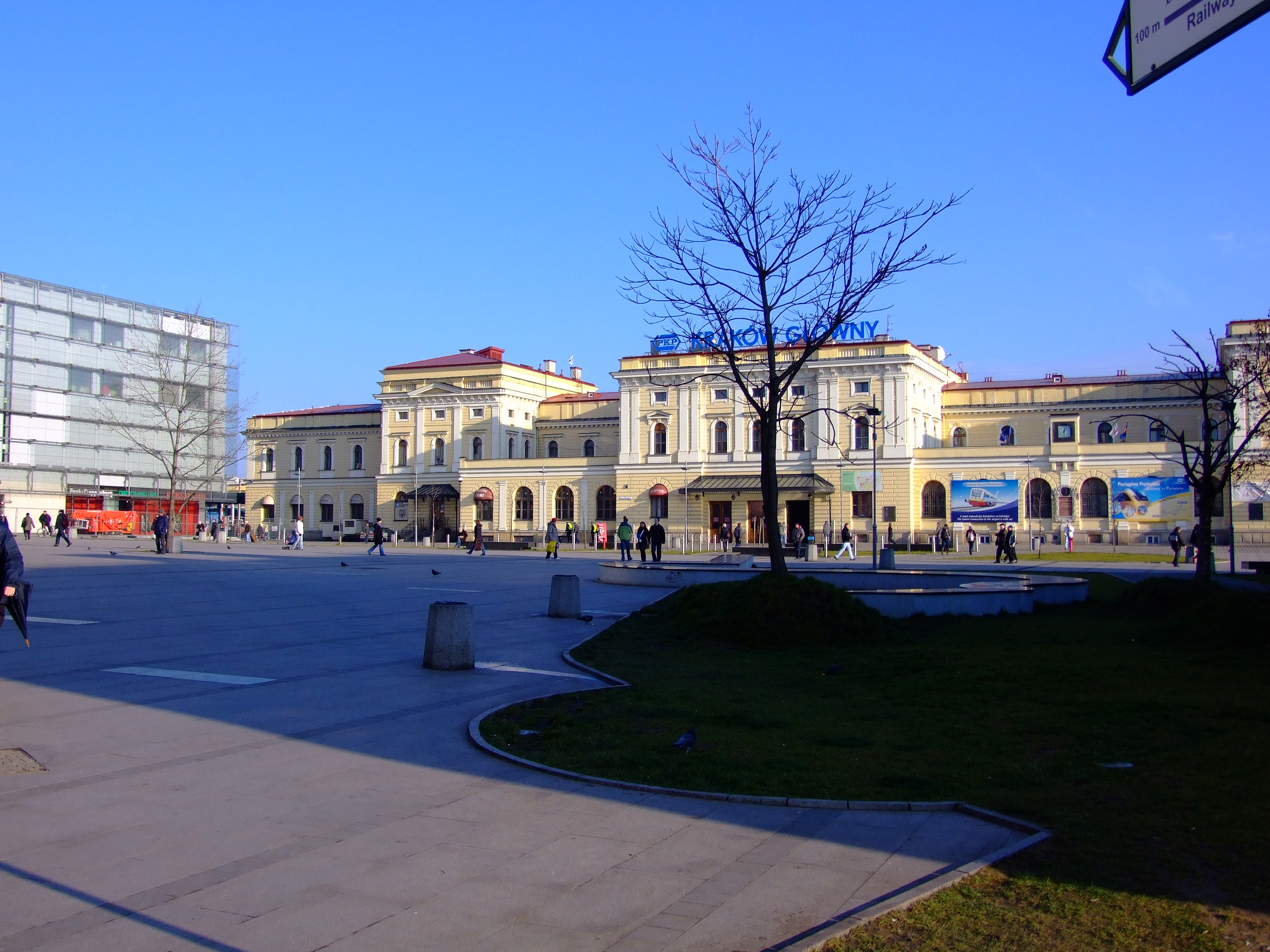
Staniční budova
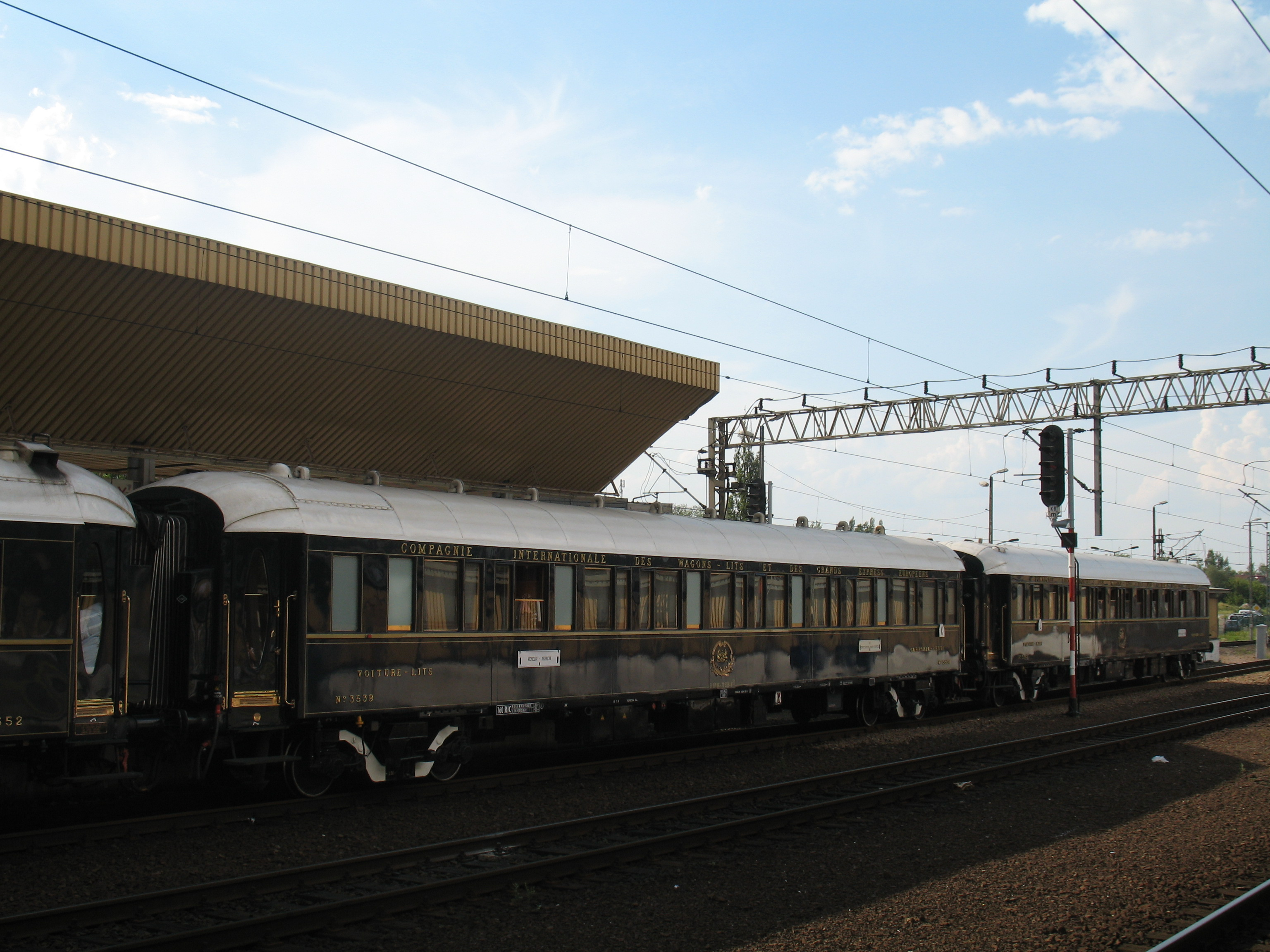
Orient expres na jednom z nástupišť (2008)
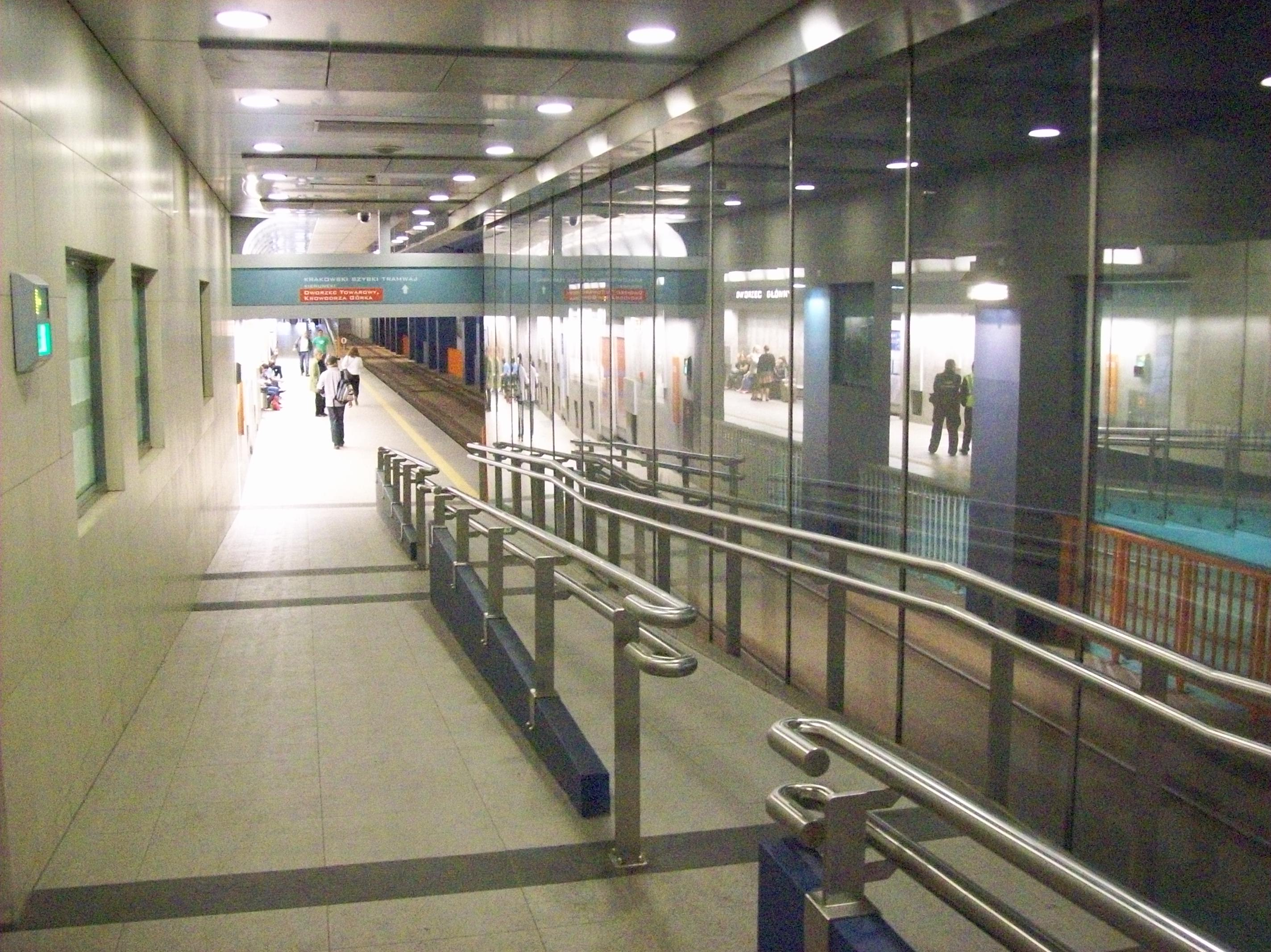
Stanice KST - Dworzec Główny Tunel
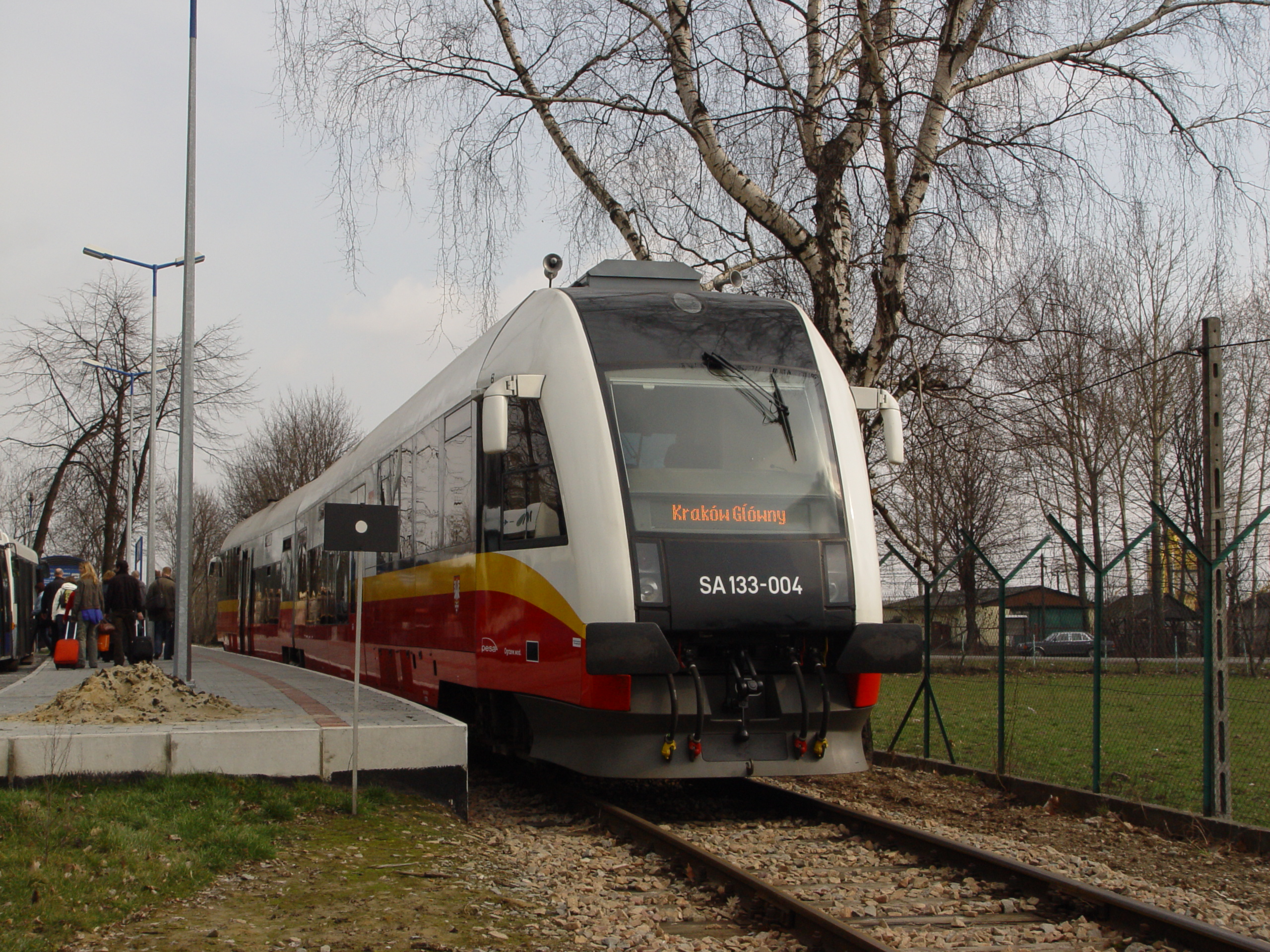
Jeden ze spojů Balice Express